# Cryptocarya mannii
Cryptocarya mannii là loài thực vật có hoa trong họ Nguyệt quế. Loài này được Hillebr. miêu tả khoa học đầu tiên năm 1888.